# Norrlands universitetssjukhus

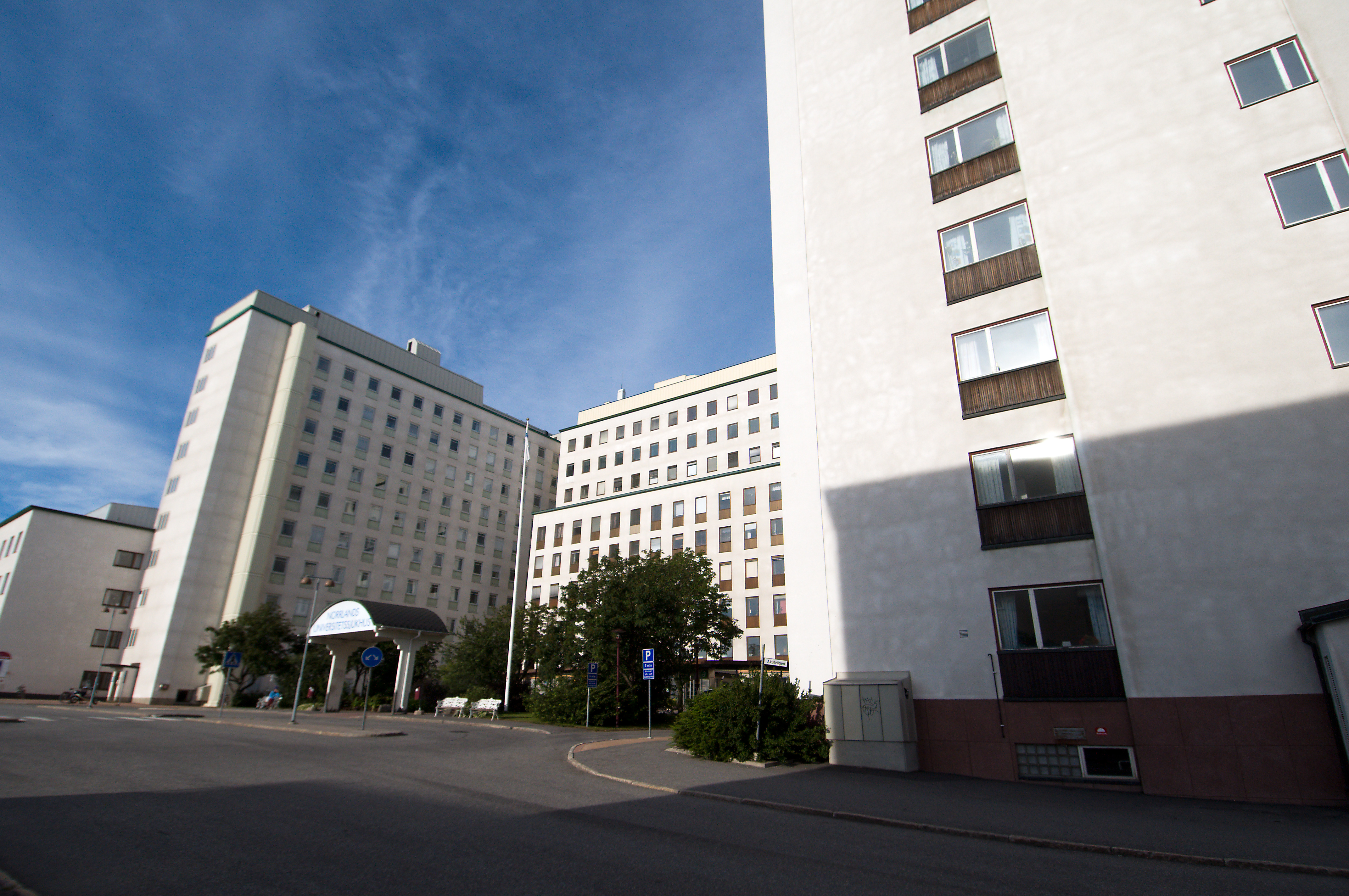
Västra entrén med Centralhallen.

Norrlands universitetssjukhus (Nus) i Umeå är ett svenskt sjukhus som drivs av Region Västerbotten. Sjukhuset är granne med Umeå universitet och har också ett nära samarbete med dess medicinska fakultet.
Sjukhuset är det största i Norrland och bland de största i landet. Dess tre huvuduppgifter är att bedriva kvalificerad sjukvård, forskning och undervisning. Norrlands universitetssjukhus är genom sitt nära samarbete med universitetet ett nav för medicinsk forskning och utveckling i norra Sverige. Utbildningen av läkare är central för att fylla behovet i regionen.
Akutmottagningen har en helikopterplatta på taket. Dit kommer patienter i helikoptrar från hela regionen med allvarliga skador eller sjukdomar för snabbt omhändertagande och intensivvård. Länets ambulanshelikopter är stationerad i Lycksele.
Sjukhuset är regionsjukhus för Norra sjukvårdsregionen. Den omfattar regionerna i Västernorrlands, Jämtlands, Västerbottens och Norrbottens län. Totalt bor cirka 900 000 människor i regionen (2010) spridda över halva Sveriges yta.

## Rankning
Sjukhuset utsågs av tidningen Dagens Medicin till Sveriges bästa universitetssjukhus 2013, och som nästa bästa universitetssjukhus både 2014 och 2015. I rankningen för 2016 var NUS åter i topp , och behöll den positionen även 2017. År 2018 hamnade sjukhuset på andra plats under Universitetssjukhuset Örebro.

## Profilområden

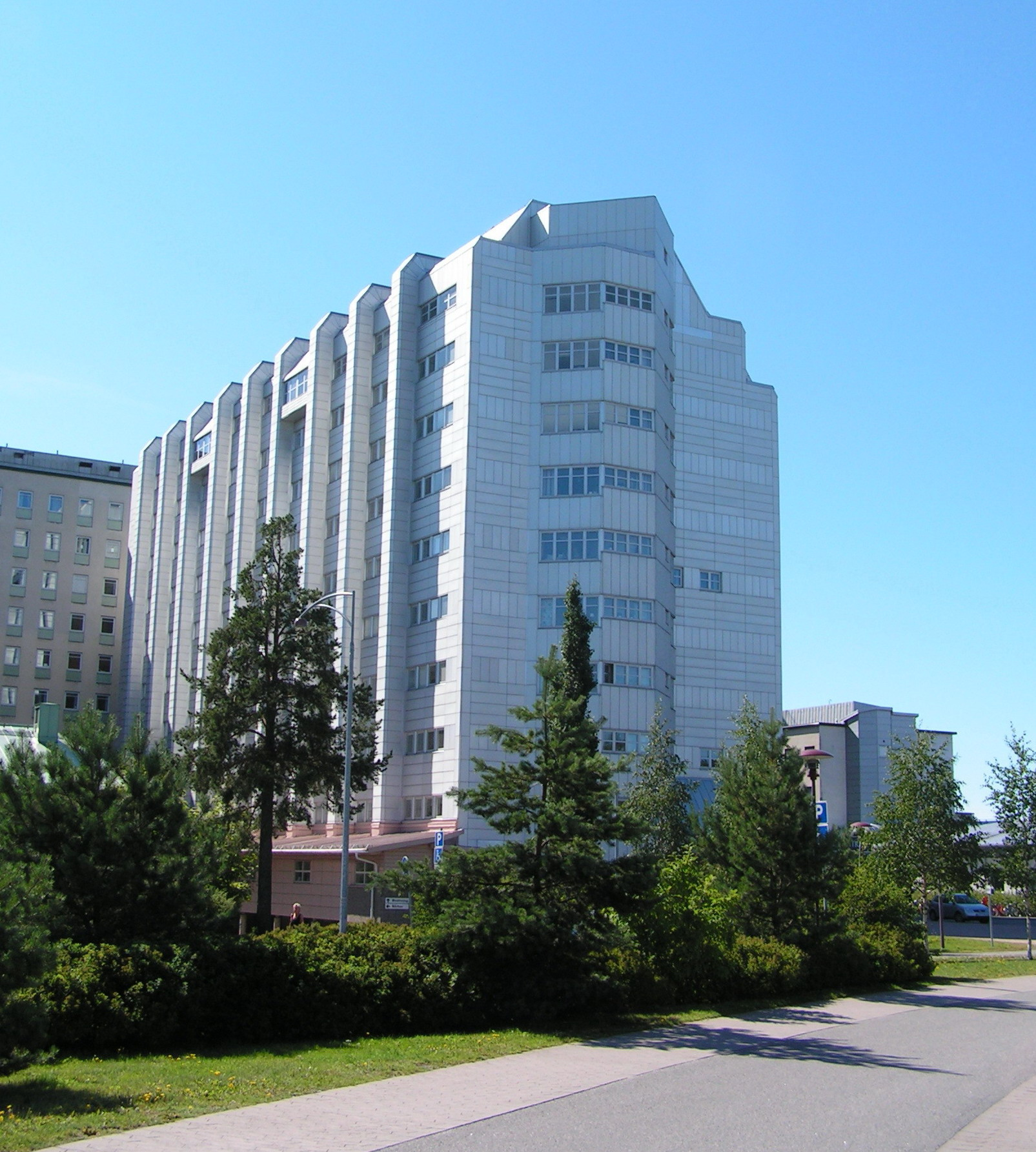
Norra entrén. Den blänkande fasaden gav associationer till TV-serien Dallas, vilket blev ett allmänt smeknamn för byggnaden.

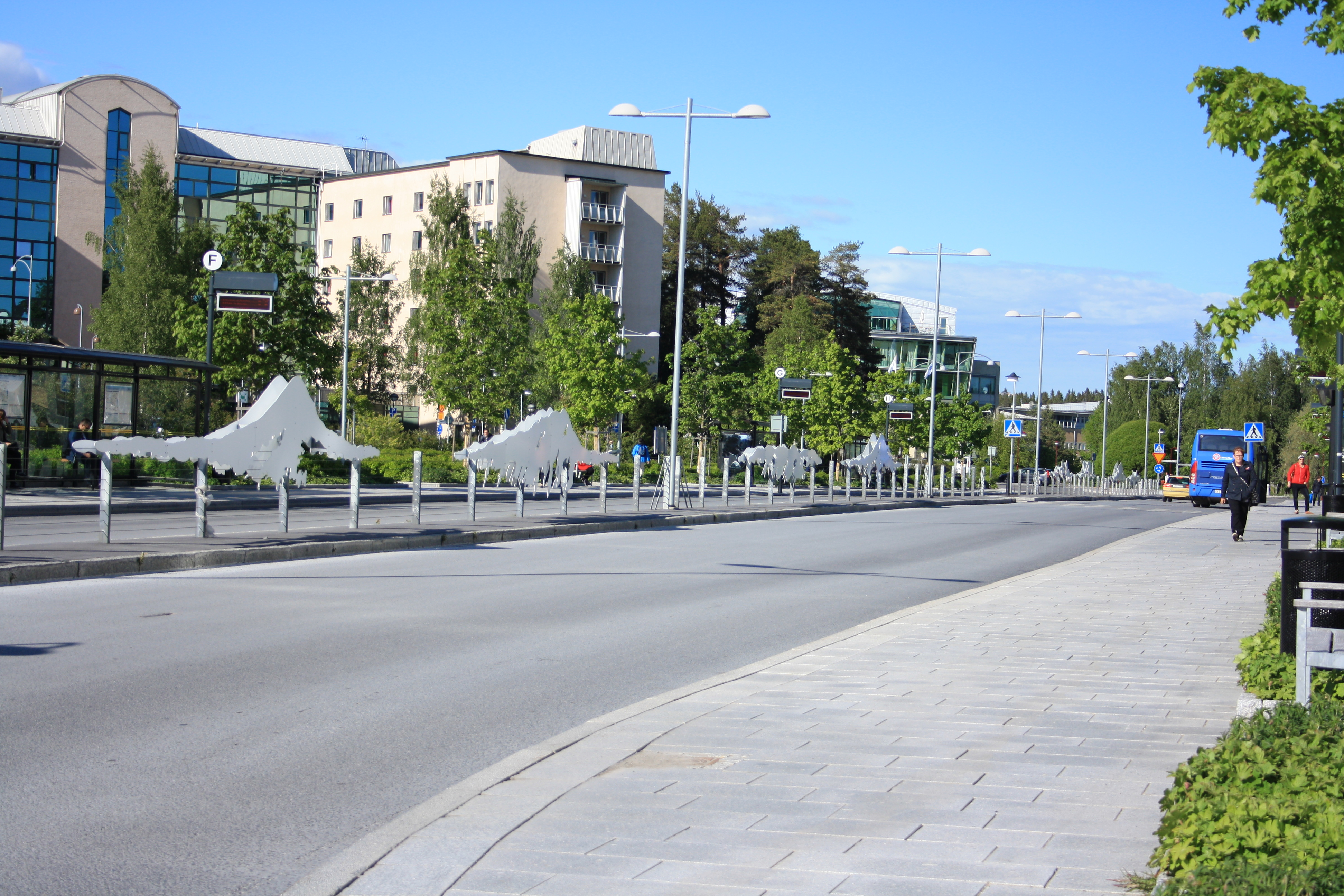
Bussterminalen vid norra entrén. I bakgrunden till vänster syns patienthotellet Björken.

Norrlands universitetssjukhus har sju profilområden:
- Onkologi för vuxna och barn
- Hjärt- och kärlsjukvård
- Fetma och övervikt
- Neonatal intensivvård
- Funktionell neurokirurgi
- Infektionssjukvård
- Luftburna transporter av intensivvårdskrävande patienter

På Norrlands universitetssjukhus finns de flesta specialiteter förutom transplantations- och barnhjärtkirurgi, med undantag för hornhinnetransplantationer som görs här. Sjukhusets centrum för kardiovaskulär genetik är landets enda och utför både gentester och behandling av unga med ärftlig hjärtsjukdom.

## Utbildning och forskning
Det som börjat på 1950-talet med tandläkar- och läkarutbildning har sedan dess utökats med en lång rad medicinska utbildningar, som sedan 1965 ges i Umeå universitets regi. Åren 1997–2003 införlivades även tidigare landstingskommunala vårdutbildningar (bland andra sjuksköterskeprogrammet) i den medicinska fakulteten, som 1998 tog det nya Vårdvetarhuset – granne med både sjukhuset och universitetets campus – i bruk. 1999 blev den dåvarande odontologiska fakulteten vid Umeå universitet en institution i en ny medicinsk-odontologisk fakultet, som 2004 bytte namn till Medicinska fakulteten.

### Utbildningsprogram
- Arbetsterapeutprogrammet
- Biomedicinprogrammet
- Biomedicinska analytikerprogrammet
- Fysioterapeutprogrammet (före detta sjukgymnastprogrammet)
- Logopedprogrammet
- Läkarprogrammet
- Sjuksköterskeprogrammet
- Röntgensjuksköterskeprogrammet
- Tandhygienistprogrammet
- Tandläkarprogrammet
- Tandteknikerprogrammet
- Tränarprogrammet (inriktning Idrottsfysiologi, Idrottsmedicin och Idrottspsykologi)

Dessutom finns en mängd påbyggnadsprogram – inte minst specialistsjuksköterskaprogram, samt ett tiotal masterprogram, bland andra det 1–3-åriga internationella masterprogrammet i biomedicin-, folkhälsa och hälsoekonomi, som i första hand vänder sig till internationella studenter.
Inför läsåret 2015/16 hade medicinska fakulteten vid Umeå universitet cirka 1 200 anställda, varav knappt hälften lärare/forskare, 600 doktorander och närmare 3 500 studenter i grundutbildning, varav de allra flesta i huvudsak är verksamma vid universitetssjukhuset.

### Forskning
Den medicinska forskningen i Umeå har en stark tradition inom genetik (ärftlighetslära) och molekylärbiologi. Här finns goda kunskaper om sällsynta, nedärvda så kallade norrlandssjukdomar men också om infektioner och de vanliga folksjukdomarna – diabetes, hjärtinfarkt och olika former av cancer. Starka forskningsmiljöer finns också inom genusvetenskap, global hälsa och neurovetenskap. 
- Centrum för demografi och åldrandeforskning (Cedar) – inklusive Demografiska databasen (DDB), är ett tvärvetenskapligt centrum som bildades 2015 genom sammanslagning av DDB, Centrum för befolkningsstudier och forskningsprogrammet Åldrande och Livsvillkor (ALC). Inom ramen för Cedar forskning bedrivs åldrandeforskning och historisk demografisk forskning av forskare från ormråden som historia, kulturgeografi, psykologi, medicin och statistik.
- Centrum för medicinsk teknik och fysik (CMTF) drivs av landstingen i Norrbotten och Västerbotten, Umeå universitet och Luleå tekniska universitet, för att följa och delta i utvecklingen av ny medicinsk teknik.
- Europeiska CBRNE-centret – i samarbete med bland andra Umeå kommun, FOI och SkyddC arbetar med forskning, övning och utbildning inom områdena säkerhet och sårbarhet med fokus på incidenter med kemiska (C), biologiska (B), radiologiska/nukleära (R/N) och explosiva (E) ämnen.
- Molecular Infection Medicine Sweden (MIMS) – är den svenska noden i det europeiska EMBL-partnerskapet och en del av Umeå Centre for Microbial Research (UCMR).
- Umeå Centre for Global Health Research studerar hälsa utifrån faktorer bortom nationella gränser, som internationell handel, klimatfrågor, föroreningar och fattigdom.
- Umeå centrum för funktionell hjärnavbildning (UFBI) bildades 2001 för att fokusera på avbildningstekniker för att undersöka hjärnans struktur och funktion i relation till både grundläggande och kliniska frågor.
- Umeå centrum för genusvetenskap (UCGS) bedriver forskning om hälsofrågor i perspektiv av kön, makt, ålder och jämställdhet.
- Umeå centrum för mikrobiell forskning (UCMR) är ett tvärvetenskapligt centrum för infektionsforskning inom medicin, mikrobiologi, molekylärbiologi, strukturell biologi, kemi och fysik.
- Umeå centrum för molekylär medicin (UCMM) är ett tvärvetenskapligt centrum som integrerar molekylär-, cellulär- och utvecklingsbiologi med transgena metoder och funktionsgenomik.
- Wallenberg centrum för molekylär medicin (WCMM) är en av fyra noder i ett nationellt samarbete inom life science, som bland annat kan dra nytta av den biobank som under många år byggts upp i samarbete mellan landstinget och Umeå universitet.

## Sjukhusområdet
Sjukhusområdet utgör tillsammans med universitetsområdet en stadsdel i Umeå. Området åtskiljs från centrala Umeå och Öst på stan av Holmsundsvägen och Botniabanan, med en nivåskillnad på 15–20 meter. Intill Västra entrén ligger järnvägsstationen Umeå Östra.
Byggnaderna på området visar exempel på olika tidsperioders stilideal. Sjukhusparken och de första byggnaderna på området formades efter förra sekelskiftets syn på en läkande miljö. De större byggnaderna från 1940-talet och framåt har en mer industriell framtoning. Administrations- och undervisningsbyggnaderna i områdets nordvästra del visar på idealen för 1950- och 1960-talens arkitektur. Från det sena 1900-talet ser man spår av den tidens olika ideal; från höga byggnadskomplex i silverfärgad plåt till klassisk tegelarkitektur.

### Västerbottens medicinhistoriska museum

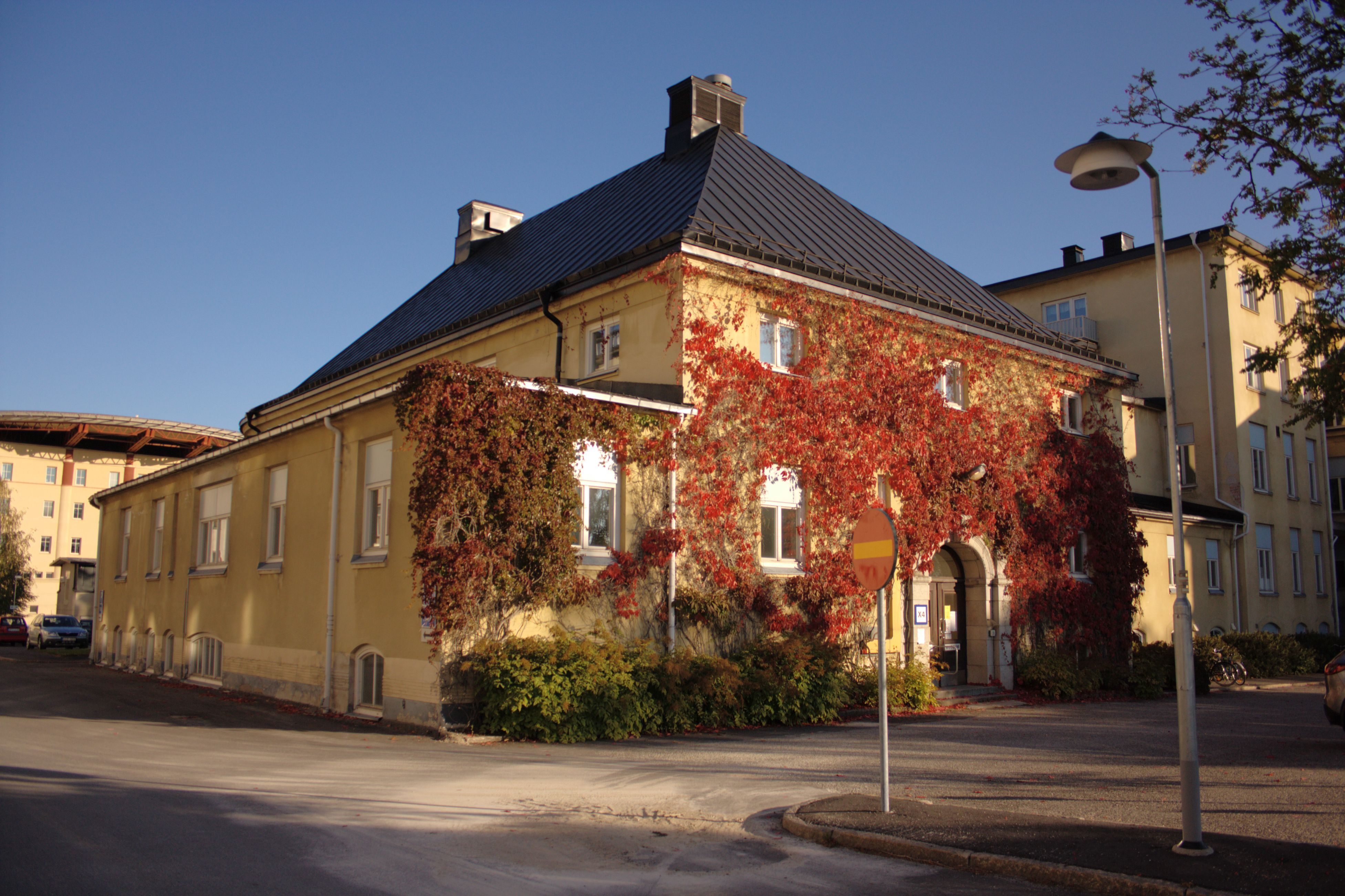
En av sjukhusområdets äldsta byggnader, "Rotundan" från 1921, ritad av Ernst Stenhammar. Byggnaden revs år 2019.

I den så kallade Rotundan, låg sedan 2004 Västerbottens medicinhistoriska museum, (byggnaden revs 2019). Museet drivs vidare ideellt i nya lokaler på sjukhusområdet och visar sjukvårdens och tandvårdens utveckling i Västerbotten under 250 år.

### Sjukhusparken

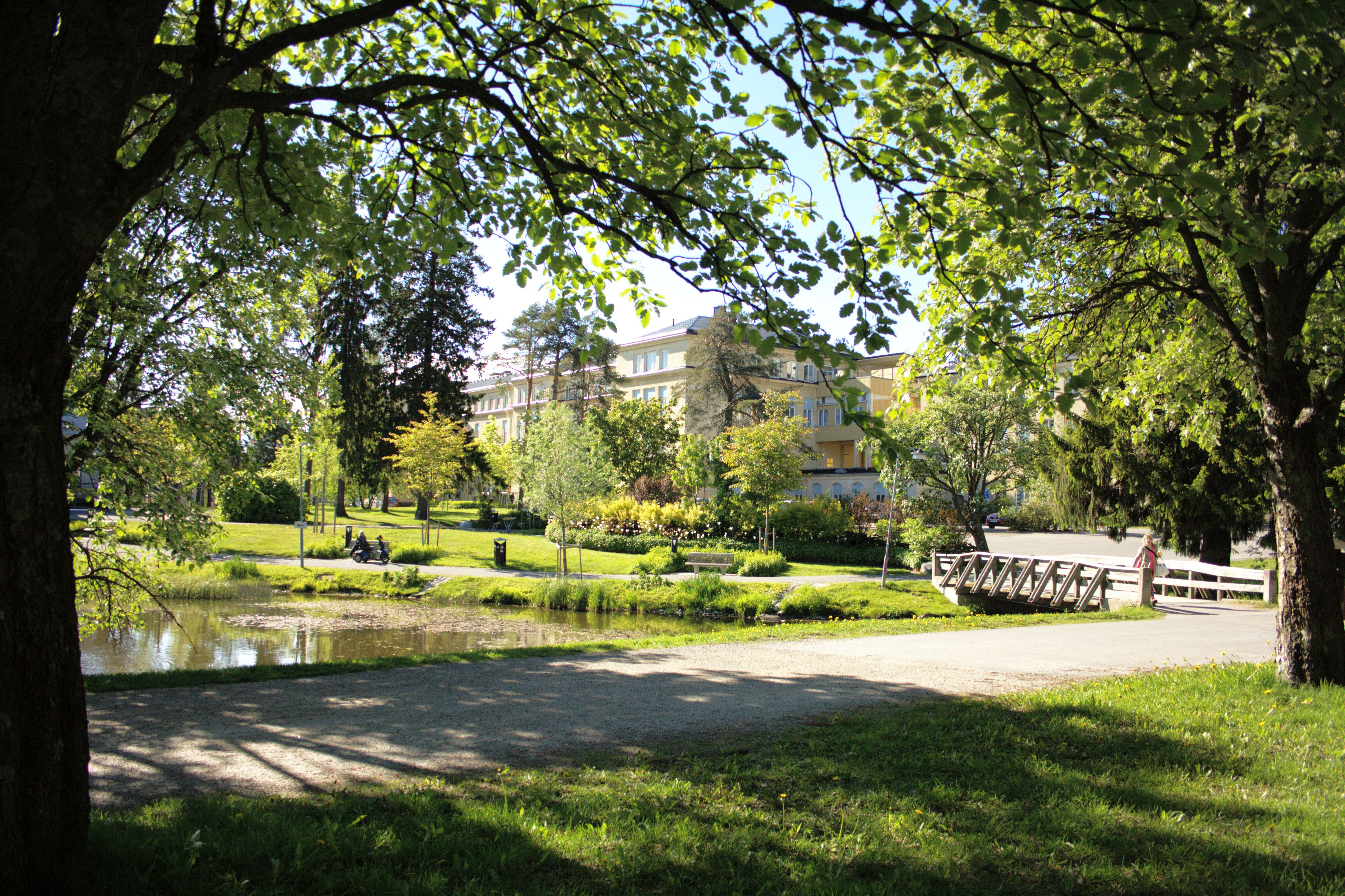
Sjukhusparken med dammen till vänster.

Sjukhusparken ligger i den västra, och äldsta, delen av sjukhusområdet. Parken anlades troligen omkring 1907 och någon gång mellan 1925 och 1935 tillkom den nuvarande dammen, som skapades i Sandbäcken. I parken växer gran, alm, lind, oxel, björk, tall, rönn samt bok och fågellivet i dammen består av företrädesvis gräsänder, som även övervintrar vid dammen.

### Överläkarvillan/Kårhuset Villan

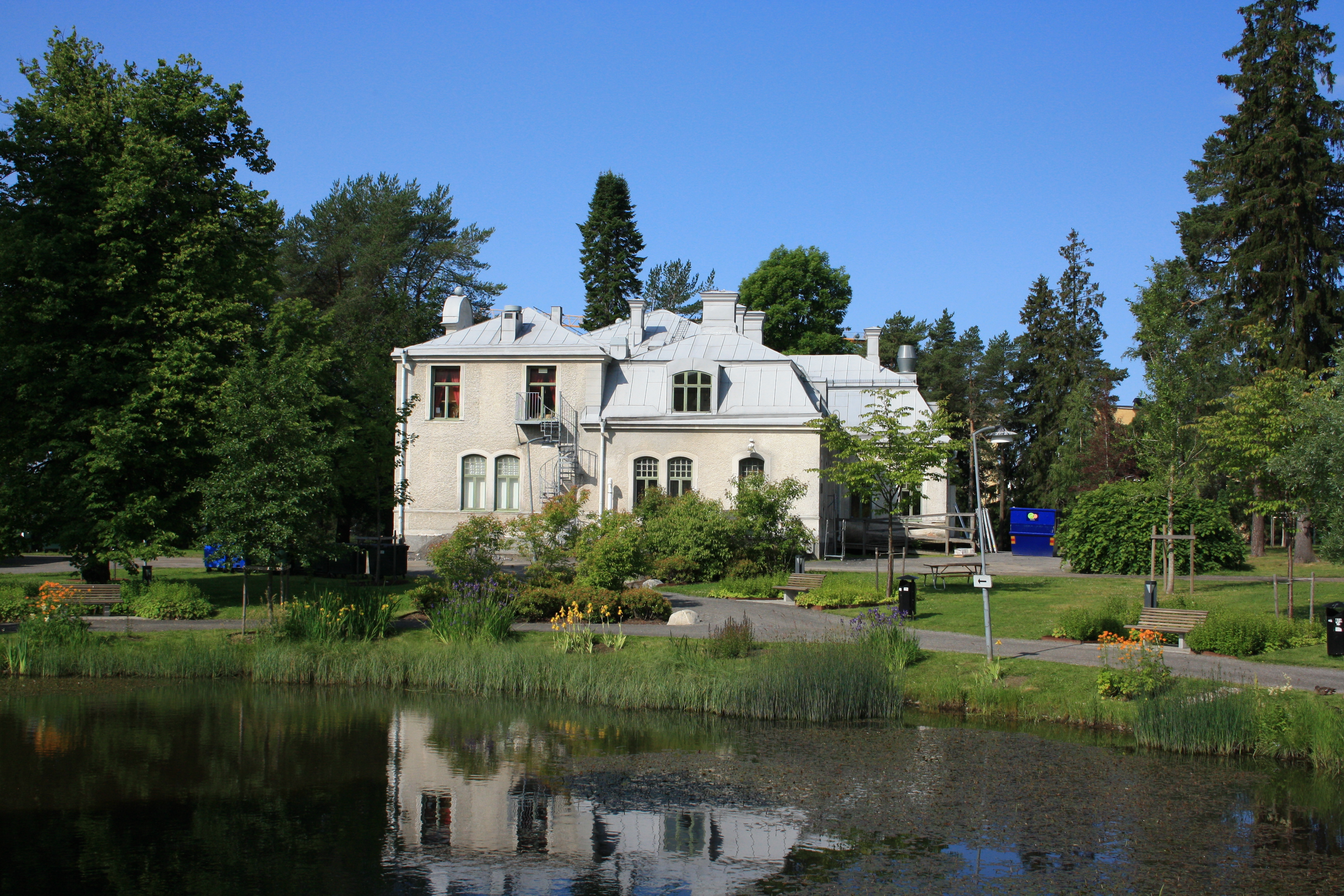
Gamla överläkarvillan i sjukhusparken.

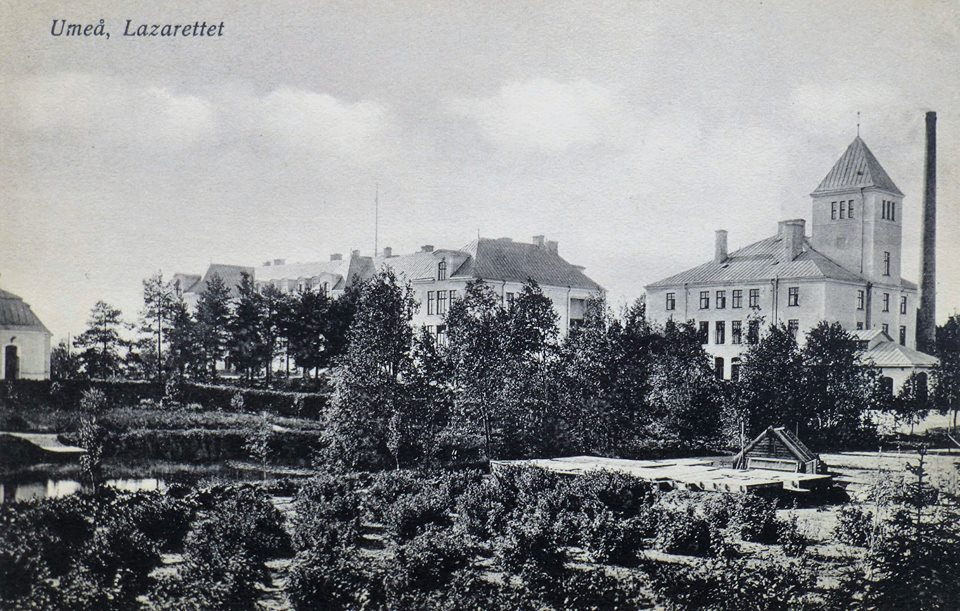
Första lasarettsbyggnaden på Ålidbacken, byggd 1907.

Den gamla överläkarvillan, byggd 1907 efter ritningar av arkitekt Axel Kumlien med drag från både klassicism och nationalromantik, är en av Umeås få bevarade högreståndsbostäder från 1900-talets början. Villans exteriör är i huvudsak oförändrad, förutom en tidigt utförd tillbyggnad som inte förändrat byggnadens karaktär. Även interiören är till viss del autentisk. 1994 renoverades huset och gjordes om till kårhus för studenterna vid Umeå Medicinska Studentkår under namnet "Kårhuset Villan".

## Historik
Ursprunget till Norrlands universitetssjukhus är gamla lasarettet på Storgatan 28 som Gustav III lät grunda 1784 just utanför stadens västra tull. Sjukhuset rymde då fyra rum med vardera två sängplatser samt två gallerförsedda celler för sinnessjuka patienter. Efter fler utbyggnader hade lasarettet mot slutet av 1800-talet drygt 50 vårdplatser. 1897 anställdes den förste heltidsanställde läkaren – dessförinnan hörde även lasarettsvården till stadsläkarens uppgifter.
När Umeå allt eftersom blev större efter sekelskiftet 1900 var staden i skriande behov av ett större och modernare sjukhus, och landstinget beslutade att uppföra ett helt nytt sjukhus. Mark inköptes av Tegs och Öns byamän som hade sina utmarker på Ålidbacken, som på den tiden låg "15 minuters väg från Umeå stad" längs kustlandsvägen. Lazarettet, som det då benämndes, ritades av Axel Kumlien och invigdes 1907 med 134 platser för slutenvård, varav cirka 20 för sinnessjuka.
Öster om lasarettsbyggnaden uppfördes 1914–15 tuberkulospaviljongen, efter ritningar av arkitekt Ernst Stenhammar och åren 1919–21 utfördes om- och tillbyggnader av lasarettsbyggnaden. 1921 inrättades en särskild röntgenavdelning och ett patologiskt-bakteriologiskt laboratorium. Den patientvårdande verksamheten delades 1922 i en kirurgisk och en medicinsk avdelning. Då centralsanatoriet i Hällnäs stod färdigt 1926 flyttades tuberkulospatienterna dit, vilket frigjorde lokaler så att medicinkliniken kunde flytta in.
År 1926 stod ögonavdelningen klar och fyra år senare, år 1930, en reumatikeravdelning. År 1937 tillkom en avdelning specialiserad på barn och följande år även en avdelning för öron-, näs- och halssjukdomar. År 1953 tillkom kvinnokliniken och 1957 fick sjukhuset en plastikkirurgisk klinik. År 1958 inleddes dialysverksamhet sedan Svenska livförsäkringsbolagens förening hade donerat "konstgjorda njurar" till Umeå och två andra sjukhus.

### Rikssjukhus – regionsjukhus – universitetssjukhus
Sedan Norrlandsundersökningen (1929–31) påvisat stora brister i tandhälsa – och tandvårdsutbildade – i norr, framlades flera förslag om att inrätta medicinska utbildningar i Norrland. 1947 års riksdagsmotion om att förlägga ett rikssjukhus med tillhörande tandläkarutbildning till Umeå avslogs, men 1956 fick Umeå en odontologisk klinik i form av Tandläkarinstitutet i Umeå (som filial till Tandläkarhögskolan i Stockholm).
År 1957 utsågs Umeå lasarett formellt till regionsjukhus för övre Norrland, och tilldelades även en läkarutbildning. Året därpå inrättades Medicinska högskolan i Umeå, vars första kull studenter började sin utbildning i Umeå med medicinkursen vårterminen 1959. Utbildningen byggdes ut successivt och var i mitten av 1960-talet komplett.
Under det tidiga 1960-talet tog även forskningen fart. Den första disputationen i medicin i Umeå ägde rum 1964, då Hans Melin la fram sin avhandling om hudförändringar vid diabetes, senare kallade Melin's shin spots. Även Olle Larssons avhandling från 1967 handlade om komplikationer vid diabetes, medan den tredje avhandlingen, Börje Ek 1970, tog upp celiaki (glutenintolerans).
När Umeå universitet invigdes 1965 inrättades en medicinsk fakultet. Alltsedan dess har sjukhusets verksamhet vilat på tre ben: patientnära klinisk verksamhet, utbildning och forskning. Därefter har sjukhuset både blivit regionsjukhus för hela Norrland och universitetssjukhus, vilket medfört en kraftig utökning av nya specialenheter och lokaler som behövde hysa allt fler patienter.